# Atac de denegació de servei
|  | Aquest article tracta sobre Denegació de servei(DoS). Vegeu-ne altres significats a «Dos». |

Un atac de denegació de servei, també conegut com a atac DoS (de l'anglès denial-of-service attack) o atac DDoS (distributed denial-of-service attack) és una incursió contra la seguretat informàtica. Consisteix a assaltar el servei d'un servidor a través d'un conjunt de moltes màquines i mitjançant trames IP amb bandera falsa per tal que el servidor augmenti el seu temps de processador. D'aquesta manera, s'aconsegueix que deixi d'oferir el servei en qüestió —puix que s'acaba quedant sense memòria física.
Els atacs DoS generalment consisteixen a intentar aturar o interrompre temporalment o indefinidament serveis d'un amfitrió (host) connectat a Internet. En data de 2014, els atacs DDoS se sap que es perpetraven amb una mitjana de 28 incursions digitals cada hora.